# A görög honvédelmi kormány hadüzenete (1916)

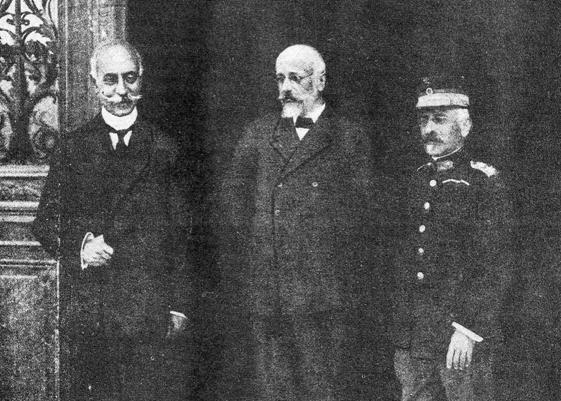
A kormány három legfőbb embere (balról jobbra): Kunturiotisz, Venizélosz és Danglísz

A görög honvédelmi kormány 1916. november 25-én hadat üzent a Német Birodalomnak és Bulgáriának.

## Története

### Előzmények
Görögország igen szorongatott helyzetbe került, amikor Szerbia 1915-ben összeomlott hiszen, így Bulgária és az Osztrák–Magyar Monarchia is a görögök szomszédja lett. Mivel I. Konstantin görög király németbarát külpolitikát folytatott, a továbbiakban nem lehetett arra számítani, hogy Görögország esetlegesen belép a háborúba. Ezt 1916-ra megelégelte az Antant és a Venizélosz volt görög miniszterelnök vezette ellenzék, ezért kikiáltotta az ideiglenes görög honvédelmi kormányt. Mivel a haditengerészet nagy része és a Szalonikiben állomásozó görög katonaság is a honvédelmi kormányt támogatta, Venziélosz Kréta szigetére költözött 100, őt támogató tiszttel. A vezérkar Krétára való áttelepedését követően megkezdődött a görög hadsereg antantkötelékké való szervezése.

### A hadüzenet
Venziélosz kormánya sokkal a puccs után, 1916. november 25-én deklarálta a háborút a Német Császárság és Bulgária ellen. De mivel a görög hadsereg nagyobb része a királynak vallott hűséget, ez még nem vezetett hadiállapothoz, sőt Athén utcáin még a kormányhű és a Honvédelmi kormány mellett álló katonák között összecsapásra is sor került, ami végül a királyhű egység lefegyverzésével végződött.

## Lásd még
- Első világháború
- Görögország az első világháborúban